# FC Dacia 2 Buiucani
FC Dacia 2 Buiucani este a doua echipă a clubului FC Dacia Chișinău. Echipa evoluează în Divizia „A”, eșalonul secund al fotbalului din Republica Moldova.

## Lotul actual
| Nr. |                   | Poziție | Jucător            |
| --- | ----------------- | ------- | ------------------ |
| 1   | Republica Moldova | P       | Dorin Railean      |
| 12  | Republica Moldova | P       | Dumitru Celeadnic  |
| 25  | Republica Moldova | P       | Iustin Cerga       |
| 3   | Republica Moldova | F       | Andrian Apostol    |
| 15  | Republica Moldova | F       | Alexandru Costin   |
| 30  | Republica Moldova | F       | Roman Granciar     |
| 33  | Republica Moldova | F       | Vasile Jardan      |
| 66  | Republica Moldova | F       | Mihai Rosca        |
| 4   | Ucraina           | M       | Maxim Lapushenko   |
| 5   | Republica Moldova | M       | Pavel Secrier      |
| 8   | Republica Moldova | M       | Maximilian Modirca |

| Nr. |                   | Poziție | Jucător           |
| --- | ----------------- | ------- | ----------------- |
| 10  | Republica Moldova | M       | Petru Postoroncă  |
| 14  | Republica Moldova | M       | Radu Muntean      |
| 16  | Republica Moldova | M       | Roman Muntean     |
| 21  | Republica Moldova | M       | Alexandru Bejan   |
| 26  | Republica Moldova | M       | Vitalie Jancov    |
| 27  | Republica Moldova | M       | Cristian Gontea   |
| 14  | Republica Moldova | A       | Nicolae Nemerenco |
| 19  | Republica Moldova | A       | Dumitru Popescu   |
| 22  | Republica Moldova | A       | Eugeniu Cociuc    |